# Colombo (cratère)
Pour les articles homonymes, voir Colombo (homonymie).
Colombo est un cratère lunaire situé sur la face visible de la Lune entre la Mare Fecunditatis à l'Est et la Mare Nectaris à l'Ouest. Le cratère Colombo est situé au nord-est du cratère Cook, au nord-ouest du cratère Monge et au sud-est des cratères Bellot et Crozier ainsi qu'au sud du cratère Magelhaens. Le contour du cratère Colombo est de forme circulaire et très érodé. La paroi intérieure est asymétrique, plus large au Sud et plus étroite au Nord. Les cratères satellites "Colombo A" et "Colombo B" chevauchent le rebord nord et sud du cratère.
En 1935, l'Union astronomique internationale a donné le nom de Colombo à ce cratère en l'honneur du navigateur Christophe Colomb.
Par convention, les cratères satellites sont identifiés sur les cartes lunaires en plaçant la lettre sur le côté du point central du cratère qui est le plus proche de Colombo.
| Colombo | Latitude | Longitude | Diamètre |
| ------- | -------- | --------- | -------- |
| A       | 14.1° S  | 44.4° E   | 42 km    |
| B       | 16.4° S  | 45.2° E   | 16 km    |
| E       | 15.8° S  | 42.4° E   | 17 km    |
| G       | 13.9° S  | 43.9° E   | 10 km    |
| H       | 17.4° S  | 44.1° E   | 14 km    |
| J       | 14.3° S  | 43.5° E   | 7 km     |
| K       | 15.8° S  | 46.4° E   | 5 km     |
| M       | 14.6° S  | 47.8° E   | 17 km    |
| P       | 15.1° S  | 48.0° E   | 5 km     |
| T       | 18.9° S  | 45.4° E   | 10 km    |